# Il sesso della strega
Il sesso della strega è un film del 1973 scritto e diretto da Elo Pannacciò.

## Trama
Sir Thomas Hilton, radunati intorno al letto di morte tutti i discendenti, racconta la sua vita e dichiara di volere portare con sé il terribile segreto di famiglia: il potere di trasformare le cellule umane. Dopo la morte e sepoltura del nobile, il notaio procede alla lettura del testamento: il patrimonio dovrà restare intatto e diviso tra tutti in parti uguali, tranne Evelyn, diseredata per l'odio manifestato verso i parenti. Gli eredi, rimasti di comune accordo al castello, si godono l'eredità e s'abbandonano a una ricerca del piacere senza inibizioni. Evelyn, però, ha cattive intenzioni: dotata di poteri derivanti dall'esercizio della stregoneria e della magia nera, trama vendetta.

## Produzione
L'attore Donald O'Brien ricordò in seguito che la produzione si svolse in condizioni economiche ridottissime, mentre Camille Keaton confessò di provare un senso di smarrimento durante le riprese.

### Riprese
Le riprese iniziarono il 6 marzo 1972. Il luogo principale del film, ovvero la villa degli Hilton, è l'ex convento di Sermoneta, in provincia di Latina. Il parco in cui s'incontrano Ingrid ed Evelin è il parco di Villa Sciarra (Roma); diverse altre scene furono girate nel capoluogo laziale.

## Distribuzione
Fu distribuito il 18 ottobre 1973 in Francia e il 20 marzo 1974 in Italia.

## Critica
(Davide Pulici)